# Brad Renfro
Brad Barron Renfro (Knoxville, 25 de julio de 1982-Los Ángeles, 15 de enero de 2008) fue un actor y músico estadounidense. Debutó en 1994 en la película El cliente. Actuó en 21 películas, algunos cortos y en un episodio de televisión durante toda su carrera. La última parte de su carrera se vio ensombrecida por abuso de sustancias y otros problemas personales. Murió el 15 de enero de 2008 a los 25 años de edad por una sobredosis de heroína.

## Biografía
Brad Renfro nació en Knoxville, Tennessee, hijo de Angela y Mark Renfro, que trabajaba en una fábrica. Desde los cinco años de edad, fue criado por su abuela paterna, Joanne Barron Renfro (1931-2008), una secretaria de una iglesia.
Con diez años, Renfro fue descubierto por Mali Finn, un director de casting que trabajaba para Joel Schumacher. Su única experiencia previa era una producción colegial antidrogas. Escogido por Finn, Renfro actuó con Susan Sarandon y Tommy Lee Jones en El cliente (1994), bajo la dirección de Schumacher. La película estaba basada en la novela de John Grisham y se convirtió en una de las más aclamadas de aquel año. En 1995 ganó el premio "Young Star" que otorga The Hollywood Reporter, y fue incluido por la revista People en la lista de los 30 menores de 30 años más influyentes ("Top 30 Under 30"). Ese mismo año actuó como Huck Finn en la película Tom and Huck junto a Jonathan Taylor Thomas.
En 1996 participó en Sleepers, basada en la novela de Lorenzo Carcaterra. La película fue dirigida por Barry Levinson y contó también con la participación de Robert De Niro, Kevin Bacon, Dustin Hoffman y Brad Pitt. 
En 1998 actuó junto a Ian McKellen en Apt Pupil, dirigida por Bryan Singer. Renfro actuó en otras películas, incluyendo Ghost World y Bully en 2001 y en The Jacket en 2005. También apareció en un capítulo de Law & Order: Criminal Intent y terminó de rodar la película The Informers, coprotagonizada por Mickey Rourke, Winona Ryder y Billy Bob Thornton.
Renfro era primo de Jesse Hasek, principal cantante de la banda 10 Years, y apareció en la primera versión del videoclip de "Wasteland". Tuvo un hijo llamado Yamato Renfro (nacido en 2003), el cual vive en Japón con su madre.
En 1998 fue acusado de posesión de cocaína y marihuana. En diciembre de 2005 fue detenido en una redada contra traficantes de drogas y también fue acusado de posesión de heroína. Una fotografía suya esposado salió en la portada de Los Angeles Times. Renfro admitió a un detective que estaba consumiendo heroína y metadona. En el juzgado fue declarado culpable de los cargos y sentenciado a tres años de rehabilitación. En 2006 pasó diez días en la cárcel por conducir bajo los efectos de la heroína. En junio de 2007, un juez descubrió que no había ido a rehabilitación, por lo que fue enviado a un centro de desintoxicación.
Renfro fue encontrado muerto en su apartamento de Los Ángeles el 15 de enero de 2008. El 8 de febrero se determinó que la muerte fue provocada por una sobredosis de heroína y morfina. Su cuerpo fue devuelto a East Tennessee para su funeral y entierro. Fue enterrado el 22 de enero de 2008 en el Red House Cemetery, al norte de Knoxville, en el pequeño pueblo de Blaine, Tennessee. Menos de dos semanas después, su abuela, Joanne Barron Renfro, que cuidó de él desde los cinco años y le acompañó en sus primeros castings, murió por causas naturales en su casa, a la edad de 76 años.
Mark Foster, de la banda Foster the People, compuso en su honor una canción titulada "Downtown".

## Filmografía
| Año  | Título                          | Personaje                |
| ---- | ------------------------------- | ------------------------ |
| 1994 | El cliente                      | Mark Sway                |
| 1995 | Tom and Huck                    | Huck Finn                |
| 1995 | The Cure                        | Erik                     |
| 1996 | Sleepers                        | Michael Sullivan (joven) |
| 1997 | Telling Lies in America         | Karchy Jonas             |
| 1998 | Apt Pupil                       | Todd Bowden              |
| 1999 | 2 Little, 2 Late                | Jimmy Walsh              |
| 2000 | Skipped Parts                   | Dothan Talbot            |
| 2001 | The Theory of the Leisure Class | Billy                    |
| 2001 | Happy Campers                   | Wichita                  |
| 2001 | Bully                           | Marty Puccio             |
| 2001 | Tart                            | William Sellers          |
| 2001 | Ghost World                     | Josh                     |
| 2002 | Confessions of an American Girl | Jay Grubb                |
| 2002 | Deuces Wild                     | Bobby                    |
| 2003 | The Job                         | Troy Riverside           |
| 2004 | Hollywood Flies                 | Jamie                    |
| 2004 | Mummy an' the Armadillo         | Wyatte                   |
| 2005 | Coat Pockets                    | Kenny                    |
| 2005 | The Jacket                      | El extraño               |
| 2006 | 10th & Wolf                     | Vincent                  |
| 2008 | Collector                       | Justin                   |
| 2008 | The Informers                   | Jack                     |